# Lijst van voetbalinterlands Slovenië - Slowakije
Deze lijst van voetbalinterlands is een overzicht van alle officiële voetbalwedstrijden tussen de nationale teams van Slovenië en Slowakije. De landen speelden tot op heden tien keer tegen elkaar. De eerste ontmoeting, een vriendschappelijke wedstrijd, werd gespeeld in Limasol (Cyprus) op 6 februari 1998. Het laatste duel, een promoie/degradatiewedstrijd tijdens de UEFA Nations League 2024/25, vond plaats op 23 maart 2025 in Ljubljana.

## Wedstrijden
| №  | Plaats     | Plaats            | Competitie                  | Wedstrijd            | Uitslag |
| -- | ---------- | ----------------- | --------------------------- | -------------------- | ------- |
| 1  | Limasol    | 6 februari 1998   | Vriendschappelijk           | Slowakije – Slovenië | 1 – 1   |
| 2  | Trnava     | 17 november 2004  | Vriendschappelijk           | Slowakije – Slovenië | 0 – 0   |
| 3  | Maribor    | 10 september 2008 | WK 2010 kwalificatie        | Slovenië – Slowakije | 2 – 1   |
| 4  | Bratislava | 10 oktober 2009   | WK 2010 kwalificatie        | Slowakije – Slovenië | 0 – 2   |
| 5  | Ljubljana  | 8 oktober 2016    | WK 2018 kwalificatie        | Slovenië – Slowakije | 1 – 0   |
| 6  | Trnava     | 1 september 2017  | WK 2018 kwalificatie        | Slowakije − Slovenië | 1 − 0   |
| 7  | Ljubljana  | 1 september 2021  | WK 2022 kwalificatie        | Slovenië – Slowakije | 1 − 1   |
| 8  | Trnava     | 11 november 2021  | WK 2022 kwalificatie        | Slowakije − Slovenië | 2 − 2   |
| 9  | Bratislava | 20 maart 2025     | UEFA Nations League 2024/25 | Slowakije − Slovenië | 0 – 0   |
| 10 | Ljubljana  | 23 maart 2025     | UEFA Nations League 2024/25 | Slovenië − Slowakije | 1 − 0   |

## Samenvatting
| Competitie          | Totaal gespeeld | Winst Slovenië | Gelijk | Winst Slowakije | Doelsaldo Slovenië – Slowakije |
| ------------------- | --------------- | -------------- | ------ | --------------- | ------------------------------ |
| WK-kwalificatie     | 6               | 3              | 2      | 1               | 8 − 5                          |
| UEFA Nations League | 2               | 1              | 1      | 0               | 1 − 0                          |
| Vriendschappelijk   | 2               | 0              | 2      | 0               | 1 − 1                          |
| Totaal              | 10              | 4              | 5      | 1               | 10 − 6                         |

## Details

### Eerste ontmoeting
| Vriendschappelijk (Limasol, Cyprus, 6 februari 1998):                                                                       |       |                    |
| Slowakije | 1 – 1 | Slovenië           |
| Ľubomír Moravčík 74' | goals | 72' Zlatko Zahovič |
| - Debuut van Attila Pinte en Martin Konečný voor Slowakije. - Debuut van Patrik Ipavec (Primorje Ajdovščina) voor Slovenië. |       |                    |

### Tweede ontmoeting
| Vriendschappelijk (Trnava, Slowakije, 17 november 2004): |       |          |
| Slowakije                                                | 0 – 0 | Slovenië |
|                                                          | goals |          |

### Derde ontmoeting
| WK 2010 kwalificatie (Maribor, Slovenië, 10 september 2008): |       |                    |
| Slovenië                                                     | 2 – 1 | Slowakije          |
| Milivoje Novakovič 22' Milivoje Novakovič 82'                | goals | 83' Martin Jakubko |

### Vierde ontmoeting
| WK 2010 kwalificatie (Bratislava, Slowakije, 10 oktober 2009): |       |                                    |
| Slowakije                                                      | 0 – 2 | Slovenië                           |
|                                                                | goals | 56' Valter Birsa 90+3' Nejc Pečnik |

### Vijfde ontmoeting
| WK 2018 kwalificatie (Ljubljana, Slovenië, 8 oktober 2016): |              | |
| Slovenië | 1 – 0        | Slowakije |
| Rok Kronaveter 74' | goals        | |
| Srečko Katanec | bondscoach   | Ján Kozák |
| Jan Oblak Bojan Jokić Boštjan Cesar Miral Samardžić Aljaž Struna Rene Krhin Benjamin Verbič Jasmin Kurtič 72' Valter Birsa 68' Roman Bezjak 90+1' Josip Iličić | opstellingen | Matúš Kozáčik Tomáš Hubočan Kornel Saláta Ján Ďurica 79' Lukáš Pauschek Juraj Kucka Marek Hamšík 79' Dušan Švento Jan Gregus Róbert Mak 79' Patrik Hrošovský |
| Milivoje Novakovič 68' Rok Kronaveter 72' Miha Mevlja 90+1' | wissels      | 79' Jakub Holúbek 79' Michal Ďuriš 79' Erik Sabo |
| Boštjan Cesar 14' Rene Krhin 26' Aljaž Struna 80' | gele kaarten | 31' Kornel Saláta 56' Tomáš Hubočan 69' Ján Ďurica 84' Michal Ďuriš 88' Juraj Kucka                                                                          |
| - Debuut van Jakub Holúbek (MSK Žilina) voor Slowakije. |              | |

NZS · A-internationals · Bondscoaches · Selecties · Statistieken · Sloveens vrouwenelftal · Olympisch elftal · Slovenië U21 · Slovenië U20 · Slovenië U19 · Slovenië U18 · Slovenië U17 · Slovenië U16
1991 – 1999 ·
2000 – 2009 ·
2010 – 2019 ·
2020 − 2029
EK's: 1996 · 
2000 · 
2004 · 
2008 · 
2012 · 
2016 · 
2020 · 
2024
WK's: 1998 · 
2002 · 
2006 · 
2010 · 
2014 · 
2018 ·
2022
1991 · 
1992 · 
1993 · 
1994 · 
1995 · 
1996 · 
1997 · 
1998 · 
1999 · 
2000 · 
2001 · 
2002 · 
2003 · 
2004 · 
2005 · 
2006 · 
2007 · 
2008 · 
2009 · 
2010 · 
2011 · 
2012 · 
2013 · 
2014 · 
2015 · 
2016 · 
2017 · 
2018 ·
2019 ·
2020 ·
2021 ·
2022 ·
2023 ·
2024
Albanië ·
Algerije ·
Argentinië ·
Armenië ·
Australië ·
Azerbeidzjan ·
België ·
Bosnië en Herzegovina ·
Bulgarije ·
Canada ·
China ·
Colombia ·
Cyprus ·
Denemarken ·
Duitsland ·
Engeland ·
Estland ·
Faeröer ·
 Finland ·
Frankrijk ·
Georgië ·
Ghana ·
Gibraltar ·
Griekenland ·
Honduras ·
Hongarije ·
IJsland ·
Israël ·
Italië ·
Ivoorkust ·
Joegoslavië ·
Kazachstan ·
Kosovo ·
Kroatië ·
Letland ·
Litouwen ·
Luxemburg ·
Malta ·
Mexico ·
Moldavië ·
Montenegro ·
Nederland ·
Nieuw-Zeeland ·
Noord-Ierland ·
Noord-Macedonië ·
Noorwegen ·
Oekraïne ·
Oman ·
Oostenrijk ·
Paraguay ·
Polen ·
Portugal ·
Qatar ·
Roemenië ·
Rusland ·
San Marino ·
Saoedi-Arabië ·
Schotland ·
Servië ·
Servië en Montenegro ·
Slowakije ·
Spanje ·
Trinidad en Tobago ·
Tsjechië ·
Tunesië ·
Turkije · 
Uruguay ·
Verenigde Arabische Emiraten ·
Verenigde Staten ·
Wales ·
Wit-Rusland ·
Zuid-Afrika ·
Zweden ·
Zwitserland
Algerije (2010) · 
Engeland (2010) · 
Paraguay (2002) · 
Spanje (2002) · 
Verenigde Staten (2010) · 
Zuid-Afrika (2002)
SFZ · A-internationals · Bondscoaches · Statistieken · Slowaaks vrouwenelftal · Olympisch elftal · Slowakije U21 · Slowakije U20 · Slowakije U19 · Slowakije U18 · Slowakije U17 · Slowakije U16
1939 – 1944 · 1992 – 1999 · 2000 – 2009 · 2010 – 2019 · 2020 − 2029
EK's: 2016 · 2020 · 2024
WK's: 2010
OS: 2000
1939 · 1940 · 1941 · 1942 · 1943 · 1944 · 1945–1991 · 1992 · 1993 · 1994 · 1995 · 1996 · 1997 · 1998 · 1999 · 2000 · 2001 · 2002 · 2003 · 2004 · 2005 · 2006 · 2007 · 2008 · 2009 · 2010 · 2011 · 2012 · 2013 · 2014 · 2015 · 2016 · 2017 · 2018 · 2019 · 2020 · 2021
Algerije · 
Andorra · 
Argentinië ·
Armenië · 
Australië · 
Azerbeidzjan · 
België · 
Bolivia · 
Bosnië en Herzegovina · 
Brazilië · 
Bulgarije · 
Chili · 
Colombia · 
Costa Rica · 
Cyprus · 
Denemarken · 
Duitsland · 
Egypte · 
Engeland · 
Estland · 
Faeröer · 
 Finland · 
Frankrijk · 
Georgië · 
Gibraltar · 
Griekenland · 
Guatemala · 
Hongarije · 
Ierland · 
IJsland · 
Iran · 
Israël · 
Italië · 
Japan · 
Joegoslavië · 
Jordanië · 
Kameroen · 
Kazachstan ·
Koeweit ·
Kroatië · 
Letland · 
Libanon ·
Liechtenstein · 
Litouwen ·
Luxemburg · 
Malta · 
Marokko · 
Mexico ·
Moldavië · 
Montenegro ·
Nederland · 
Nieuw-Zeeland · 
Noord-Ierland ·
Noord-Macedonië ·
Noorwegen ·
Oeganda · 
Oekraïne · 
Oezbekistan · 
Oostenrijk · 
Paraguay · 
Peru · 
Polen · 
Portugal · 
Roemenië · 
Rusland · 
San Marino · 
Saoedi-Arabië · 
Schotland · 
Servië en Montenegro ·
Slovenië · 
Spanje · 
Thailand · 
Tsjechië · 
Turkije · 
Verenigde Arabische Emiraten · 
Verenigde Staten · 
Wales · 
Wit-Rusland · 
Zuid-Korea · 
Zweden · 
Zwitserland
Engeland (2016) ·
Nieuw-Zeeland (2010) · 
Polen (2021) · 
Rusland (2016) · 
Spanje (2021) · 
Wales (2016) · 
Zweden (2021)